# جون جينيه
جون جينيه (بالفرنسية: Jean Genet) شاعر وروائي وكاتب مسرحي فرنسي شهير، ولد في 19 ديسمبر 1910 في باريس، وتوفي بها في 15 أبريل 1986.

تميز جون جينيه في مؤلفاته بأسلوب مميز وغني، حيث واجه في أعماله قضايا الإنسان أمام الشر والألم والشبقية من خلال شخصياته الخيالية التي تحمل تناقضات من خلال تصرفاتها وانفعالاته ومشاعرها داخل عوالم «جحيمية» يبدع خيال الكاتب في وصفها.
كان آخر كتاب ألفه سجين الحب وقد نشر بعد وفاته.
ترجمت بعض أعماله للعربية ومنها شعرية التمرد، ترجمة الدكتور مالك سلمان.

## وفاته

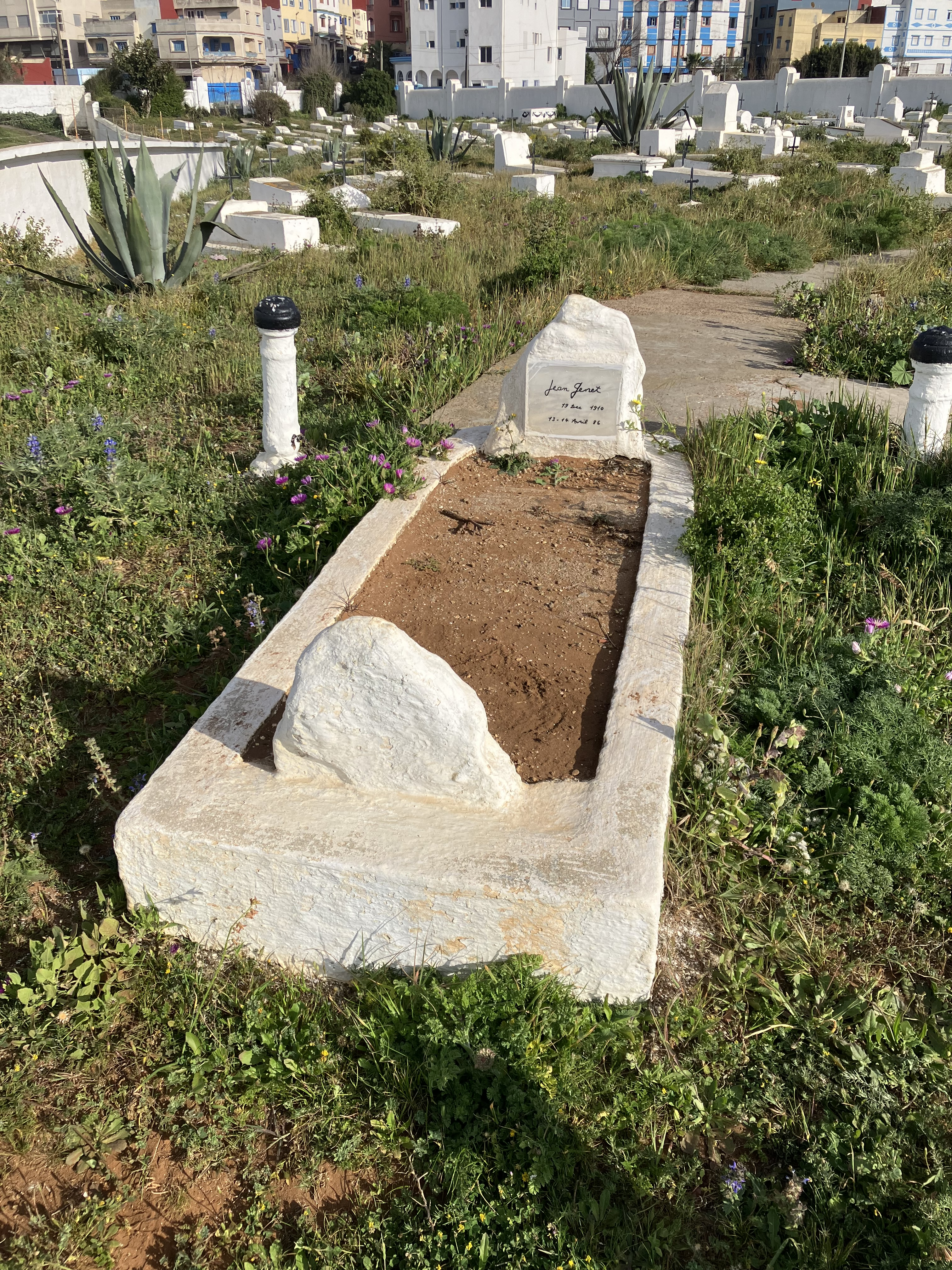
قبر جينيه في مدينة العرائش، المغرب

كان جينيه مريضاً عندما عاد للمرة الأخيرة إلى الأردن عام 1984م ودأب على كتابة أسير عاشق، وفي الخامس عشر من إبريل توفي في غرفة صغيرة بفندق باريسي حيث كان يصحح مسودات الكتاب ودفن في بلدة العرائش المغربية، مقابل البحرية في البلد الذي أحبه وعاشر أهله.

## وصلات خارجية
- جان جينيه على موقع IMDb (الإنجليزية)
- جان جينيه على موقع الموسوعة البريطانية (الإنجليزية)
- جان جينيه على موقع مونزينجر (الألمانية)
- جان جينيه على موقع قاعدة بيانات الأفلام العربية
- جان جينيه على موقع ألو سيني (الفرنسية)
- جان جينيه على موقع ميوزك برينز (الإنجليزية)
- جان جينيه على موقع أول موفي (الإنجليزية)
- جان جينيه على موقع قاعدة بيانات برودواي على الإنترنت (الإنجليزية)
- جان جينيه على موقع قاعدة بيانات الأفلام السويدية (السويدية)
- جان جينيه على موقع إن إن دي بي (الإنجليزية)
- مقولات وحكم لجون جينيه
- أعمال جون جينيه -بالإنجليزية-